# Nagy Pál (író)
Nagy Pál (Salgótarján, 1934. augusztus 23. –) író, műfordító, tipográfus.

## Életútja
1956-ig az egri Tanárképző Főiskola magyar-történelem szakos hallgatója volt. 1956 óta Párizsban él. 1962-ben a párizsi Sorbonne-on szerzett francia tanári oklevelet. 1962-ben barátaival megalapította a Magyar Műhely című irodalmi, művészeti és kritikai folyóiratot, melynek ma is egyik szerkesztője. 1972-ben megalapította, 1977-ig pedig szerkesztette a könyvkiadóként is működő francia d'atelier című lapot. 1970–1990 között félállásban gépszedő, majd pedig fényszedő. 1987-ben alapította meg a p'ART című magyar nyelvű irodalmi videófolyóiratot Párizsban. A Chemin (ou)vert alapítvány alelnöke. Kétszer kapta meg a Centre National du Livre (Párizs) alkotói ösztöndíját. Párizsban és Budapesten él.
Vizuális költészeti kiállításai voltak Magyarországon és külföldön (Franciaország, Hollandia, Olaszország, Portugália, Görögország, Brazília). Európai és Észak-amerikai avantgárd folyóiratokban publikálta írásait. 1985–86-ban a Collège International de Philosophie-ban, 1994-ben és 1998-ban az Eötvös Loránd Tudományegyetem Magyar Irodalomtörténeti Intézetében tartott szemináriumot.

## Díjai, elismerései
- A Magyar Köztársasági Érdemrend tisztikeresztje (1996)
- József Attila-díj (2000)

## Kiállításai

### Egyéni kiállításai
- 1999 Czóbel Galéria, Hatvan

### Válogatott csoportos kiállításai
- 1977 • Littérature à l'épreuve, Centre Georges Pompidou [d'atelier csoport], Párizs
- 1978 • Littérature à l'épreuve, Művelődési Ház, Le Havre • Signe graphique – espace poétique, Fondation Nationale des Arts Graphiques et Plastiques, Párizs
- 1979 • One World Poetry, Amsterdam
- 1980 • Présence Paris – Budapest, Palais Luxembourg, Párizs • Ecritures, Fondation Nationale des Arts Graphiques et Plastiques, Párizs
- 1981 • Signe-écriture-image-son, Galerie Trans/form, Párizs
- 1982 • Livres d'art et d'artistes, Galerie NRA, Párizs • Tisztelet a szülőföldnek. Külföldön élő magyar származású művészek II. kiállítása, Műcsarnok, Budapest
- 1983 • Où poser sa voix?, Centre Georges Pompidou, Párizs
- 1984 • Le Trou Noir, bárszínház, Párizs
- 1985 • L'images des mots, Centre Georges Pompidou, Párizs
- 1986 • Polyphonix 10, Galerie Lara Vinci, Párizs • Hommage à la révolution hongroise de 1956, M. de Neuilly-sur-Seine (FR)
- 1987 • Hommage à Kassák, Vasas Művelődési Ház • kép-vers/vers-kép, Petőfi Irodalmi Múzeum, Budapest • Bélyegképek, Szépművészeti Múzeum, Budapest
- 1988 • Flag, São Paulo (BR) • Xe Festival Européen de Poésie, Poésie et Image, Leuven (B) • Fixed Ideas, Szolnok • Post-Art International Exhibition * of Visual/Experimental Poetry, San Diego State University (USA) • I. Mostra Internacional de Poesia Visual de São Paulo (BR)
- 1989 • Rencontres Internationales de Poésie, Trascon (FR) • Szabad terület, Magyar Műhely-találkozó, Szombathely
- 1990 • Graphic design, Brüsszel
- 1991 • Intouchable, Hommage à Rimbaud, Marseille (FR) • Collège International de Philosophie, Párizs
- 1992 • Images de sources éléctroniques, Magyar Intézet, Párizs • Project • House, Albany, New York (USA)
- 1993 • Hommage à Hermész, Keszthely • (Pré)texte à voir, Espace Donguy Galerie, Párizs • All about the Fox, Hildesheim (D)
- 1994 • International 100% Recycle Art Show, Matsuyama (JP)
- 1995 • Hommage à Moholy-Nagy, Magyar Fotográfiai Múzeum, Kecskemét • Nemzetközi Vizuális Költészeti Kiállítás, Keszthely • International Mini-Print Triennial, Tokió (JP)
- 1996 • Balassi Bálint Megyei Könyvtár, Salgótarján • Ars poetica, Kaposvár
- 1997 • I. Győri Nemzetközi Livres-Objets kiállítás, Győr
- 1998 • Hommage à Dick Higgins, Centro Nationale di Dramaturgia, Róma • Hommage à Dick Higgins, Winter Europa Festival, Ferentino (OL)
- 1999 • Groteszk 4, Kaposvár • Hommage à Dick Higgins, Ernst Múzeum, Budapest.

## Videó
- Sécuritexte (1980)
- Le Trou Noir (1984)
- Métro-police (1985)
- Szemrebbenés nélkül (1986)
- Amaryllis (1986)
- Tapis roulant (franciául [Molnár Katalinnal, Bruno Montels-szel, Sandra Sarrazinnel], 1988)
- Phoné (1988)
- Egy magánhangzó anatómiája (1989)
- Intimex (1989)
- Szködök (1991)
- Secret (1992)
- Autodafé (Bruno Montels-szel, 1995)
- Autodafé 2 (Bruno Montels-szel, 1995)
- Vidd innen arcodat! (Loránd Istvánnal, 1996)
- Le Disque de Phaïstos (1997)

## Könyvei
- Reménység, hosszú évek (novellák, 1964)
- Hampsteadi Semmittevők (regény, Párizs, 1968; franciául Les fainéants de Hampstead, 1969)
- Monologium (szövegek, 1971)
- SadisfactionS (francia, 1977)
- Lányok szeméremajkán csend ül [Bujdosó Alpárral, Kibédi Varga Áronnal, Papp Tiborral, Petőfi S. Jánossal], (1977)
  - korszerűség/kortárs irodalom (munkanapló, 1978)
- Multimediális munkák írásvetítőre, magnetofonra, emberi testre (Homo flash [1978])
- Journal in-time 1974-1984 (1984)
- Nagy Pál: "Posztmodern" háromszögelési pontok: Lyotard, Habermas, Derrida; Magyar Műhely, Párizs–Bécs–Budapest, 1993 (Magyar Műhely Baráti Kör füzetek)
- Journal in-time 1984-1994 (1994)
- Az irodalom új műfajai (1995)
- Nem görög a haraszt (1998)
- Az elérhetetlen szöveg. Prae-palimpszeszt; Anonymus, Bp., 1999 [Szentkuthy Miklósról]
- A kötchei iratok; közread. Bujdosó Alpár, Nagy Pál; Szikra, Bp., 2000
- Journal in-time. Él(e)tem, 1-2.; Kortárs, Bp., 2001–2004 (Phoenix könyvek)
- Prouza; Magyar Műhely, Bp., 2002
- A virágnak – agyara van! Tanulmányok az avantgárdról; Orpheusz, Bp., 2005
- Paul Nagy: La vie qui m'a vécu. Journal in-time; Harmattan, Paris, 2007
- Egy másik élet; Orpheusz, Bp., 2009
- Emilienne könyve; Kortárs, Bp., 2014 (Kortárs próza)
- Köt-che – Che Guevara kiadatlan írásai [Bujdosó Alpárral] (2000)
- Journal in-time I-VI. [Állj! Ki vagy? – Sécuritexte – Huszonegy perc – Pszicho-dream – Kézről-kézre – Improvizációk, 1979-84]
- Une francophonie millénaire. Honoré Champion, Paris (2016). Magyar uralkodók, írók, tudósok, hadvezérek, politikusok, művészek és mások eredetileg is franciául írt leveleinek antológiája, a 16. századtól kezdve Ady Endréig

## Film
- Monológium I. (rend.: KOVÁCS BODOR S., 1997)

## Külső hivatkozások
- Az oldal alapjául szolgáló Artportal szócikk